# Live in Toronto (1974)
Live in Toronto is het vijfenveertigste in een reeks livealbums van de Britse groep King Crimson. De opnamen vonden plaats op 24 juni 1974 in de Massey Hall in Toronto. King Crimson speelde toen een aantal concerten samen met Golden Earring met hun Radar Lovetoer in hun poging door te breken in de Verenigde Staten en Canada. 
In de toelichting bij dit album (Fripp hield er een uitgebreid dagboek op na) wordt vermeld, dat het album een soort voorbereiding en/of studie was voor het dan nog op te nemen studioalbum Red. Er zou ook livemateriaal gebruikt worden om door de studio-opnamen te mengen. Dat laatste ging niet door. Wel kwam het nummer Providence van Red uit dezelfde tournee, maar dan van een concert op 30 juni 1974 in Providence (Rhode Island). Live in Toronto laat nog het basisidee horen van Starless met het intro verzorgd op de elektrische viool van Cross in plaats de gitaar van Fripp.  

## Musici
- David Cross – viool, mellotron, elektrische piano
- Robert Fripp – gitaar, mellotron, elektrische piano
- John Wetton – basgitaar, zang
- Bill Bruford – slagwerk, percussie

## Muziek
| Nr. | Titel                           | Duur  |
| --- | ------------------------------- | ----- |
| 1.  | Lark’s tongue in Aspic, part II | 6:17  |
| 2.  | Lament                          | 5:05  |
| 3.  | Exiles                          | 8:22  |
| 4.  | Improv: The golden walnut       | 11:38 |
| 5.  | The night watch                 | 4:38  |
| 6.  | Fracture                        | 11:11 |

| Nr. | Titel                               | Duur  |
| --- | ----------------------------------- | ----- |
| 1.  | Improv: Clueless and slightly slack | 9:53  |
| 2.  | Easy money                          | 7:12  |
| 3.  | Starless                            | 14:50 |
| 4.  | 21st Century schizoid man           | 9:37  |

Jaren 60: mei, juni 1969; Marquee Londen · 5 juli 1969; Hyde Park Londen · 21/22 november 1969; San Francisco
Jaren 70: 11 mei 1971; Plymouth · 10 augustus 1971; Marquee Londen · 16 oktober 1971; Brighton · 13 december 1971; Detroit · 26 februari 1972: Jacksonville · 27 februari 1972;Orlando · 12 maart 1972; Denver radio · 13 maart 1972; Denver live · 27 maart 1972; Boston · 13 oktober 1972; Frankfurt am Main · 17 oktober 1972; Bremen · 13 november 1972; Guildford · 15 november 1973; Zürich · 29 maart 1974; Heidelberg · 30 maart 1974; Mainz · 1 april 1974: Kassel · 24 juni 1974, Toronto· 1 juli 1974, New York
Jaren 80: 30 april 1981; Bath · 30 juli 1982; Philadelphia · 2 augustus 1982; New York · 13 augustus 1982; Berkeley · 25 augustus 1982; Cap D’Agde · 29 september 1982; München · 17-30 januari 1983; studiowerk · mei-november 1983
Jaren 90: VROOOM sessies;april/mei 1994; studio · 1 juli 1995; Wiltern · 20-25 november 1995; Broadway · 29 november 1995; Chicago · 26 augustus 1996; 2e maal Philadelphia · mei 1997; Nashville studio · 1-4 december 1997 (P1) · 4 juni 1998; Chicago (P2) · 1 juli 1998; Northampton (P2) · 1 november 1998; San Francisco (P4) · 25 maart 1999; Austin (P3)
Jaren vanaf 2000: 11 juni 2000; Warschau · 9/10 november 2001; Nashville live · 3 maart 2003: Alexandria (P3) · april 2003 · najaar 2003; Japan · 20 juni 2003; Milaan · 16 november 2003; New Haven ·  28 juni 2017; Chicago